# Tetracanthagyna waterhousei
Tetracanthagyna waterhousei е вид водно конче от семейство Aeshnidae. Видът не е застрашен от изчезване.

## Разпространение
Разпространен е във Виетнам, Индия (Западна Бенгалия и Мегхалая), Индонезия, Китай (Гуандун, Гуанси и Хайнан), Лаос, Мианмар, Тайланд и Хонконг.